# Дворяниново (Московская область)
Дворяниново — деревня в Ступинском районе Московской области в составе Городского поселения Жилёво (до 2006 года — входила в Новоселковский сельский округ). На 2016 год Дворяниново, фактически, дачный посёлок: при 12 жителях в деревне 4 улицы. Впервые в исторических документах Дворяниново упоминается в 1577 году, как сельцо. До революции имение с господским домом принадлежало Ростовскому-на-Дону инженеру технологу, почетному потомственному гражданину Торлецкому Василию Александровичу, доставшееся ему по наследству от родителей Московских мещан родственников знатных богатейших купцов России Торлецких и музыкантов и композиторов Керцелли, вошедших в музыкальную историю России. Имеются предположение, что данные владения пришли к Торлецким с приданным Софьи Ивановны Керцелли, жены Торлецкого старшего Александра Васильевича. Неподалеку находилось имение друга композитора Керцелли Майкова получившего с ним земельные наделы за музыкальные труды и основание Большого театра в Москве. При усадьбе на реке имелись пруды с прогрессивной на то время системой водоснабжения устроенной Василием. Насос работал от водяного колеса и поднимал воду в водонапорный резервуар с последующей раздачей потребителям. Владения официально не экспропреировались, т.к. "сын барина", как его еще в шестидесятые годы при встрече узнал местный крестьянин, и его отец после революции просто не стали посещать данные места, и жили в Ростове-на-Дону. Кстати Василий был при коммунистах заместителем Ростовского начальника Водоканала, попавший в конце двадцатых годов на допросы в НКВД по Шахтинскому делу, после чего в 1930-м году скоропостижно скончался. По данным труда господина Шрамченко А.П. Справочная книжка Московской губернии: описание уездов, стоит год владения имением 1911, что означает этот год не понятно. Но ни как не дата начала и окончания владения этими местами Торлецкими. Скорее всего дата какого нибудь очередного межевания. Но именно этот документ подтверждает владение ими Дворяниновым. Во всяком случае, документов это отрицающих, или предоставляющих фамилии иных владельцев отсутствует.

## Население
| 2002 | 2006 | 2010 |
| ---- | ---- | ---- |
| 11   | ↘8   | ↗12  |

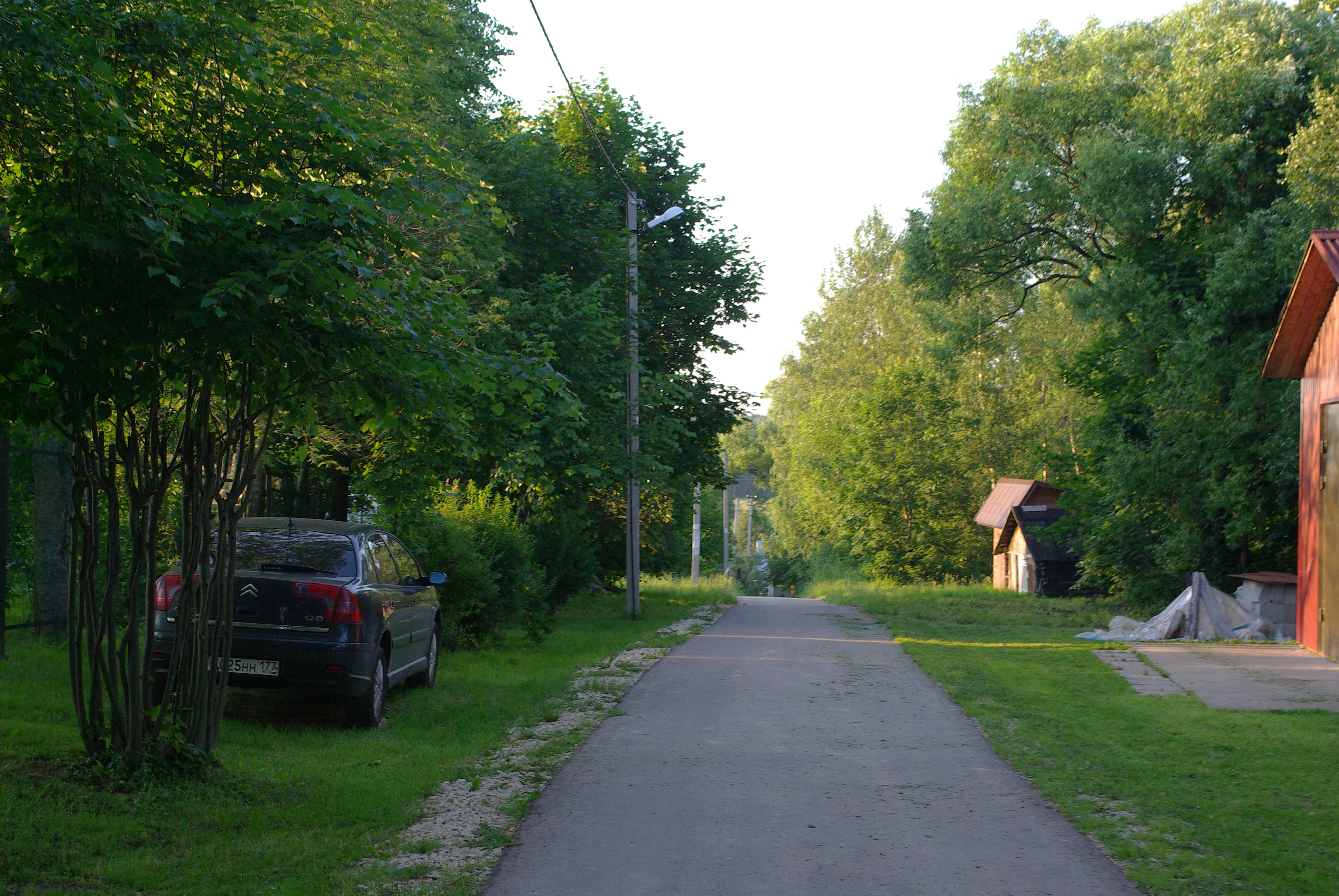
Главная улица в Дворяниново (2020)

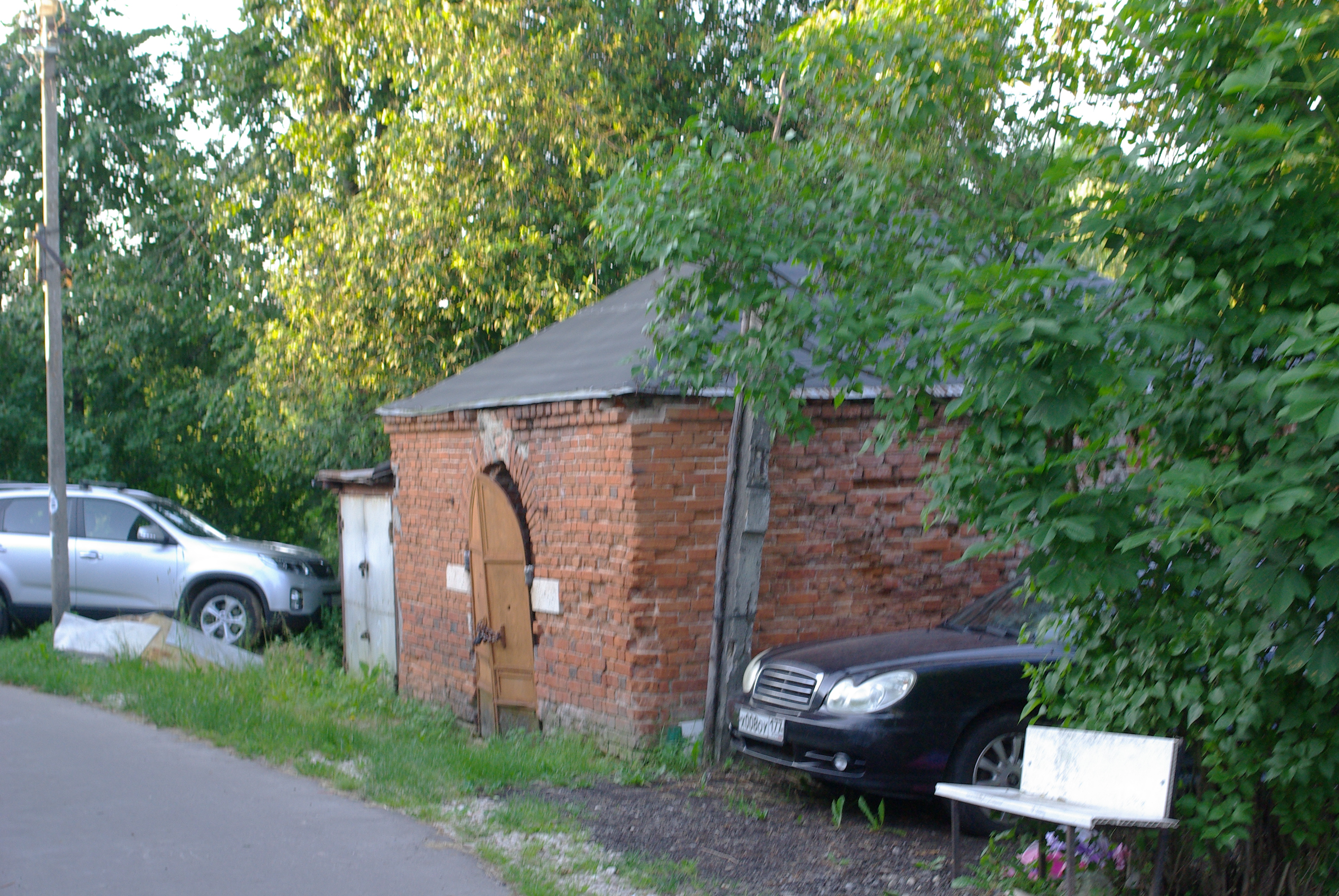
Кирпичный сарай на улице в Дворяниново (2020)

Дворяниново расположено на юге центральной части района, на правом берегу реки Каширка, высота центра деревни над уровнем моря — 153 м. Ближайший населённый пункт — Кануново — примерно в полукилометре на восток. Дорога к Дворяниново заасфальтирована в конце 2010-х, до этого была гравийной.